# Hyperolius bopeleti
Hyperolius bopeleti là một loài ếch thuộc họ Hyperoliidae.
Đây là loài đặc hữu của Cameroon.
Môi trường sống tự nhiên của chúng là đầm nước ngọt, đầm nước ngọt có nước theo mùa, và rừng trước đây suy thoái nghiêm trọng.
Chúng hiện đang bị đe dọa vì mất môi trường sống.